# 大物主
大物主神（おおものぬしのかみ、大物主大神）は、日本神話に登場する神である。

## 概要
『古事記』では坐御諸山上神（みもろのやまのうえにますかみ）、美和之大物主神（みわのおおものぬしのかみ）、意富美和之大神（おおみわのおおかみ）とも記す。
『日本書紀』では大三輪之神、大三輪神とも記し、大己貴神の幸魂奇魂とする。
『播磨国風土記』では八戸挂須御諸命（やとかけすみもろのみこと）、大物主葦原志許（おおものぬしあしはらのしこ）とも表記する。
『出雲国造神賀詞』では倭大物主櫛𤭖玉命と記す。
『古事記』での神武天皇の岳父、綏靖天皇の外祖父とされ、また三輪氏の祖神でもある。
大物主神の神名の「大」は「偉大な」、「物」は「鬼、魔物、精霊」と解し、名義は「偉大な、精霊の主」と考えられる。

## 伝承

### 国造り
『記紀神話』によれば、大国主神とともに国造りを行っていた少名毘古那神が常世の国へ去り、大国主神がこれからどうやってこの国を造って行けば良いのかと思い悩んでいた時に、海の向こうから光り輝く神が現れて、我を倭の青垣の東の山の上に奉れば国造りはうまく行くと言い、大国主神はこの神を祀ることで国造りを終えた。この山が三輪山とされる。

### 勢夜陀多良比売との出逢い
古事記によると、三嶋湟咋（みしまのみぞくい）の娘の勢夜陀多良比売という美人を気に入った美和の大物主神は、赤い丹塗り矢に姿を変え、勢夜陀多良比売が用を足しに来る頃を見計らって川の上流から流れて行き、彼女の下を流れていくときに、ほと（陰所）を突いた。彼女は驚き走り回ったあと、すぐにその矢を自分の部屋の床に置くと麗しい男の姿に戻った。こうして二人は結ばれて、生まれた子が富登多多良伊須須岐比売命（ほとたたらいすすきひめ-）であり、後に「ほと」を嫌い比売多多良伊須気余理比売（ひめたたらいすけよりひめ）と名を変え、神武天皇の后となった。

### 倭迹迹日百襲姫の悲劇
箸墓古墳に関する伝承である。倭迹迹日百襲姫（やまとととひももそひめ）は、夜ごと訪ねてくる男性に「ぜひ顔をみたい」と頼む。男は最初拒否するが、断りきれず、「絶対に驚いてはいけない」という条件つきで、朝小物入れをのぞくよう話した。朝になって百襲姫が小物入れをのぞくと、小さな黒蛇の姿があった。驚いた百襲姫が尻もちをついたところ、置いてあった箸が陰部に刺さり、この世を去ってしまったという。

### 意富多多根古による祭祀
崇神天皇が天変地異や疫病の流行に悩んでいると、夢に大物主が現れ、「こは我が心ぞ。意富多多泥古（大田田根子）をもちて、我が御魂を祭らしむれば、神の気起こらず、国安らかに平らぎなむ」と告げた。意富多多泥古の祖先とされる活玉依毘売のもとに毎晩麗しい男が夜這いに来て、それからすぐに身篭った。しかし不審に思った父母が問いつめた所、活玉依毘売は、名前も知らない立派な男が夜毎にやって来ることを告白した。父母はその男の正体を知りたいと思い、糸巻き(苧環)に巻いた麻糸を針に通し、針をその男の衣の裾に通すように教えた。翌朝、針につけた糸は戸の鍵穴から抜け出ており、糸をたどると三輪山の社まで続いていた。糸巻きには糸が3回りだけ残っていたので、「三輪」と呼ぶようになったという。
天皇は早速、意富多多泥古を捜し出し、三輪山で祭祀を行わせたところ、天変地異も疫病も収まったという。これが現在の大神神社である。『日本書紀』では、崇神天皇が大物主から夢で直接に神託を得るまでの亀卜や沐浴斎戒、宮殿内部の潔浄と言った祭祀の過程と内容が詳細に記され、天変地異が収まった翌年に大神神社に奉る酒の管掌に高橋邑の人活日が任命されている。なお、『古事記』では、三輪大神は意富美和之大神とされる。

## 大国主神並びに事代主神との関係
大物主の由緒は不明瞭であり、他の神と同定すべきか否かについて古来見解が分かれてきた。まず『古事記』では出自について詳しい説明が無く、大国主命とは別の神である様に述べられている。
一方『日本書紀』では先述の大己貴神の別名とする説、大己貴神の幸魂奇魂とする説と、別個の国津神とする説が併記されている。
例えば異伝を記した「一書」では、国譲りの時に天津神とその子孫に忠誠を尽くすと誓って帰参してきた国津神の頭として、事代主神と並び大物主が明記されている。
事代主神の別名が大物主神であったと主張する研究者もいるが、先述の異伝との比較・検証が必要である。
「（大物主神は）『日本書紀』では三穂津姫を妻としているが、その事績は事代主神のものである」とする説も一部にあるが、三穂津姫を主祭神として祀る島根県松江市の美保神社では由緒に三穂津姫と事代主神の間柄を「母と子」と明記しており、『日本書紀』の葦原中国平定の章には国譲り後に幽界へ移った大国主神に対して高皇産霊尊が自分の娘である三穂津姫を妻にする事を求めた記述がある。
なお、大物主神を主祭神として祀る大神神社では由緒に『古事記』と『日本書紀』両書の記述が併記されている。

## その他

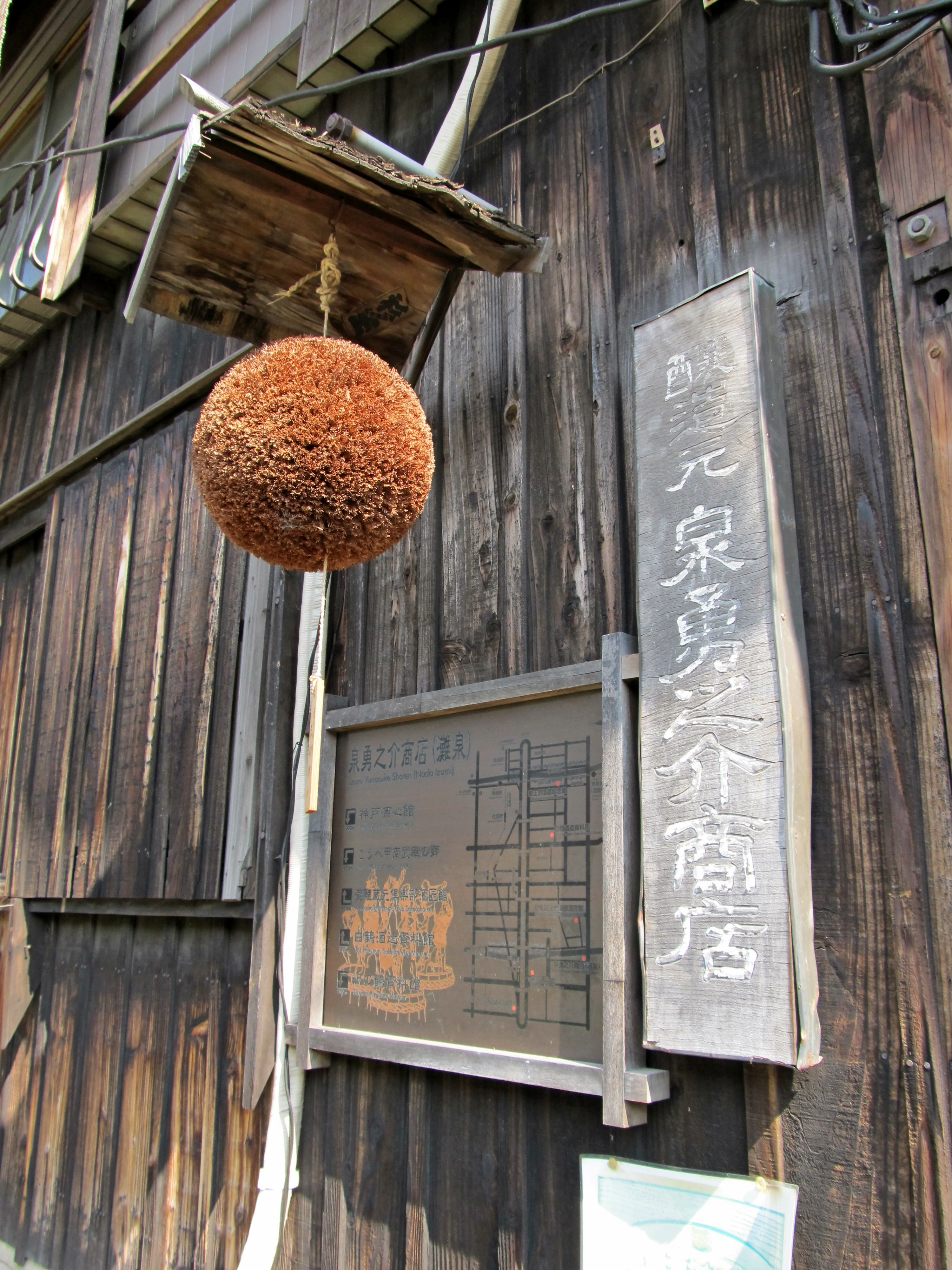
杉玉

明治初年の廃仏毀釈の際、旧来の本尊に替わって大物主を祭神とした例が多い。一例として、香川県仲多度郡琴平町の金刀比羅宮は、近世まで神仏習合の寺社であり祭神について大物主、素戔嗚、金山彦と諸説あったが、明治の神仏分離に際して金毘羅三輪一体との言葉が残る大物主を正式な祭神とされた。明治の諸改革は王政復古をポリシーに掲げており、中世、近世の本尊は古代の神社登録資料にも沿う形で行われたので必ずしも出雲神への変更が的外れでなかった場合が多い。
日本酒の造り酒屋では風習として杉玉を軒先に吊るすことがある。これは一つには、酒造りの神でもある大物主の神力が古来スギに宿るとされていたためといわれる。万葉集には次のような恋歌がある（巻4‐712)。
「味酒を　三輪の祝（はふり）が　いはふ杉　手ふれし罪か　君に逢ひがたき」（作者：丹波大女娘子）　